# Anthornis melanocephala
Papa-mel-das-chatham ou sininho-das-chatham (Anthornis melanocephala) foi uma espécie de ave da família Meliphagidae.
Era endémica da Nova Zelândia.
Era ameaçada por perda de habitat.